# Ca na Costa
Der erst 1974 entdeckte Dolmen von Ca na Costa auf Formentera gehört zu den spektakulären Megalithanlagen der Balearen in Spanien. Ca na Costa liegt im Norden von Formentera, zwischen dem See „Estany Pudent“ und dem Ort Es Pujols. Es stammt vom Anfang der Bronzezeit und wurde zwischen 2000 und 1600 v. Chr. genutzt.
Die Bauteile von Ca na Costa sind in erstaunlicher Geometrie angeordnet. Ein zentraler runder Raum ist von großen vertikalen Steinplatten eingefasst, die von drei gepflasterten konzentrischen Kreisen und 22 Radialsteinen umgeben sind. Ein Gang führt in die Mitte der Anlage.
Die Entdeckung leistete einen bedeutenden Beitrag zur Geschichte Formenteras, denn bis dahin glaubte man, dass die älteste menschliche Präsenz auf die punische Zeit (ab dem 4. Jahrhundert v. Chr.) zurückgeht. Bei den Ausgrabungen wurden Überreste mehrerer Menschen zusammen mit kleinformatiger Keramik gefunden.
Ca na Costa zeugt von kulturellen Kontakten nach Mallorca (Dolmen von Son Bauló de Dalt). Für Historiker bleibt angesichts des Fehlens dieser Art von Megalithanlagen auf der viel größeren und eng benachbarten Insel Ibiza ein interessantes Rätsel.

Ca na Costa
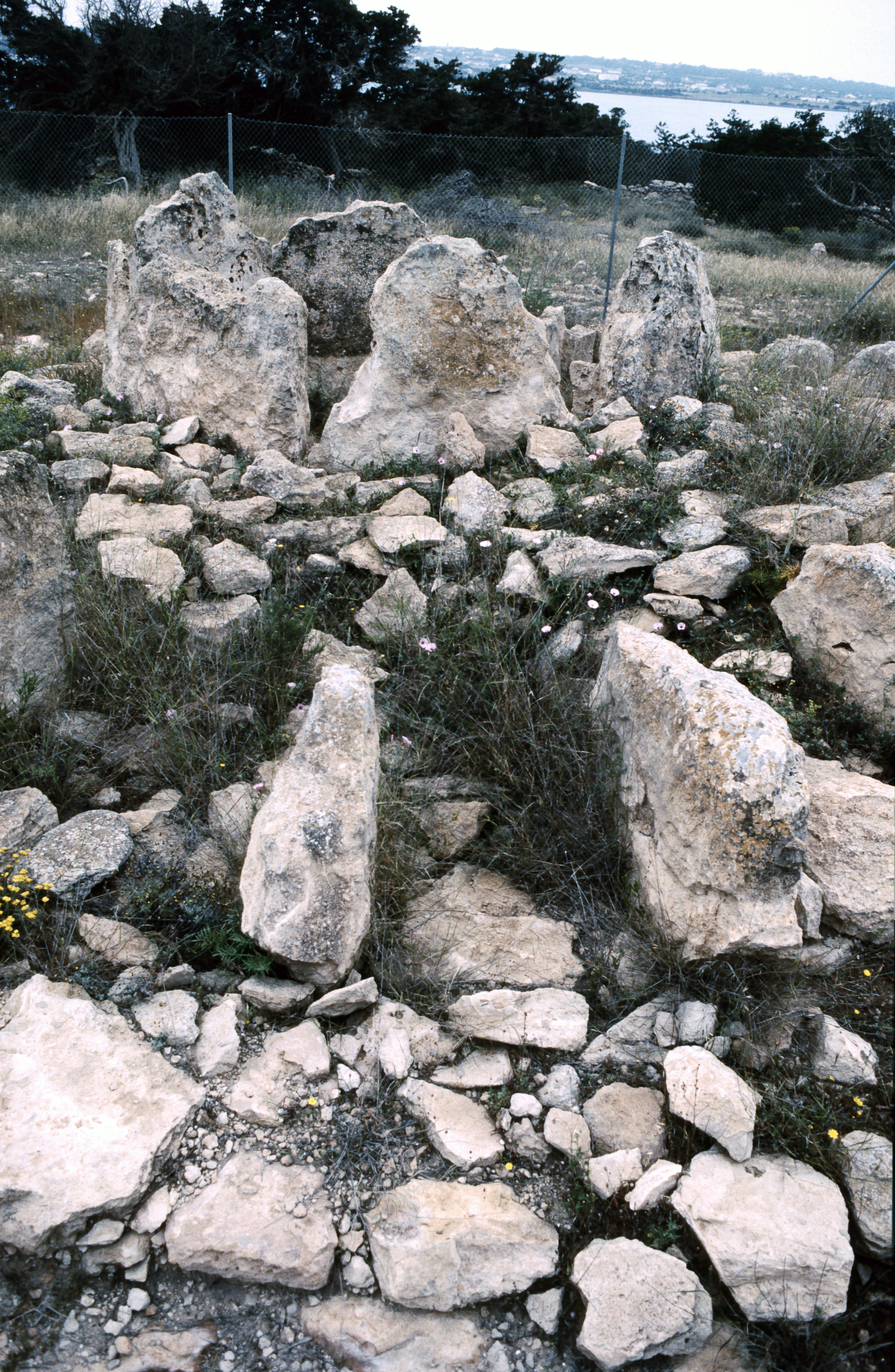
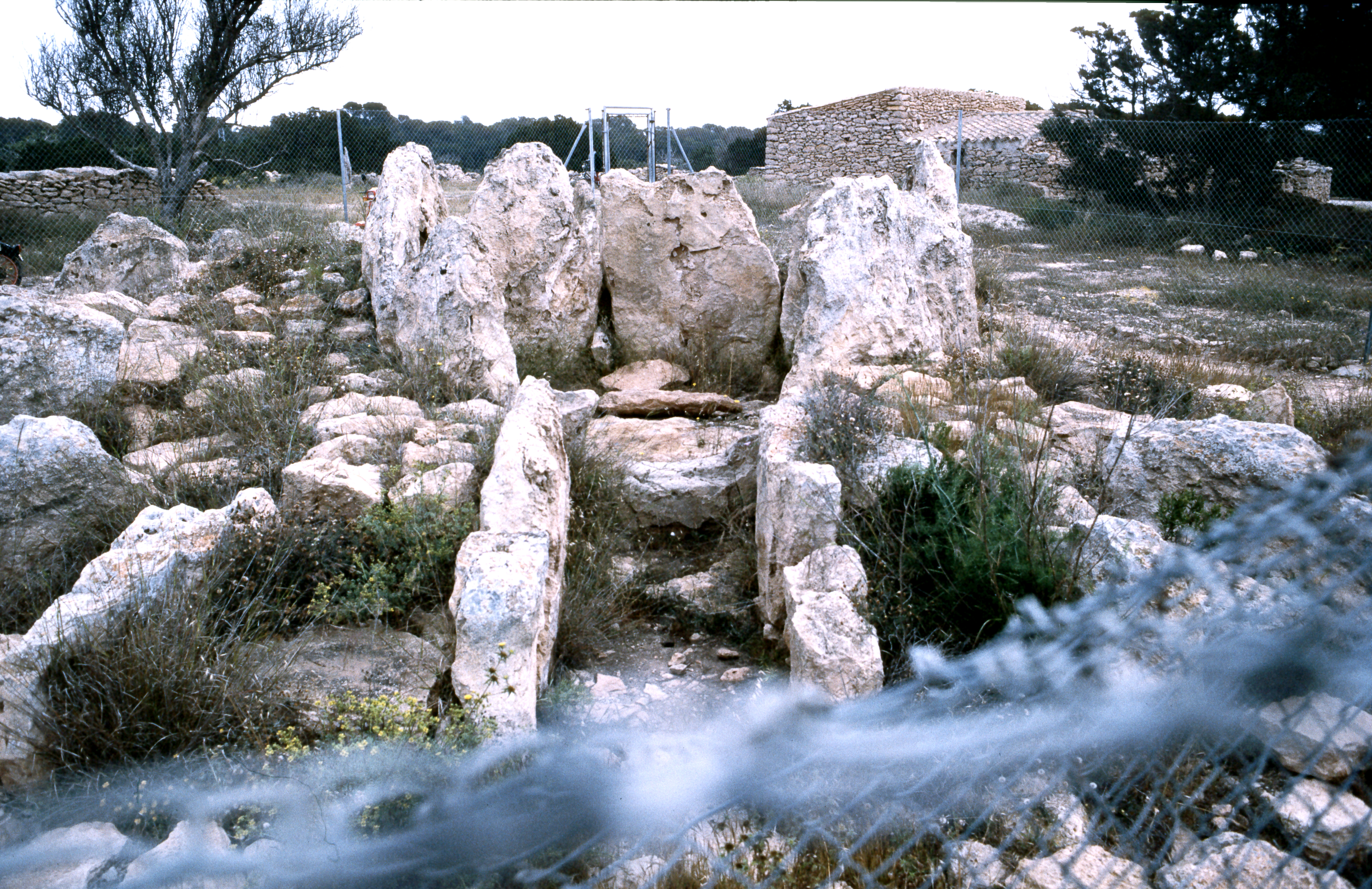

Weitere steinzeitliche Funde auf Formentera stammen aus der Höhle Cova des Fum. Weitere Megalithanlagen auf Formentera sind am Cap de Barbaria zu finden.